# 里揚機場
里揚機場（阿拉伯语：‎）是一個位於也門穆卡拉的公用機場。

## 航空公司及航點
- 費利克斯航空（亞丁、AI Ghaydah、薩那、索科特拉島、塔伊茲）
- 也門航空（阿布扎比、亞丁、迪拜、吉達、薩那、索科特拉島）

14°39′45″N 49°22′30″E / 14.66250°N 49.37500°E